# 우쓰노미야 화물 터미널역
우쓰노미야 화물 터미널 역(宇都宮貨物ターミナル駅)은 일본 도치기현 가와치군 가미노카와정에 위치한 도호쿠 본선(우쓰노미야 선)의 역이다.
가미노카와 정에 소재한 유일한 철도역으로, 도호쿠 본선 동쪽으로 20선이 넘는 구내가 약 2km에 걸쳐 펼쳐져 있다. 간토 지방 북부의 물류 거점으로, 입환량이 1일 약 500량에 달하며 컨테이너와 유류를 주로 취급한다. 당초에는 닛산의 자동차가 주된 취급 품목이었으나 대부분이 도로 수송으로 바뀌어 현재는 수송력이 부족할 때에 이를 보강하는 형태로만 수송되고 있다.
원래 이 역 구내에 박물관을 건립할 계획이 있어 각종 화차가 수집, 유치보존되어 있었으나, 건립 계획이 무산되어 2011년에 대부분이 매각되었다.